# 松田道之

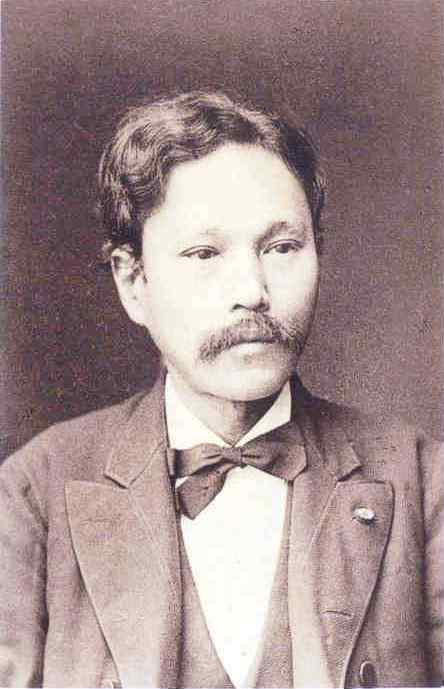
松田道之

松田 道之（まつだ みちゆき、天保10年5月12日（1839年6月22日） - 明治15年（1882年）7月6日）は、日本の内務官僚・政治家。大津県令、滋賀県令（ともに初代）、東京府知事（第7代）などを務めた。琉球処分において中心的な役割を果たしたことで知られる。幼名は伊三郎、字は世忠、通称は正人。

## 来歴
鳥取藩家老・鵜殿氏の家臣久保居明の次子として生まれる。はじめ藩医木下主計に養われ、のち松田市太夫の嗣子となる。藩校尚徳館と咸宜園に学び、幕末は尊皇攘夷運動に傾倒していた。明治維新後に内務官僚となり、明治2年（1869年）京都府大参事、明治4年（1871年）大津県令、翌年は滋賀県令に就任し、明治8年（1875年）には内務大丞に転任。同年、琉球処分官として沖縄を視察。以後、明治12年（1879年）まで琉球処分官として琉球・沖縄を三度訪問し、明治12年（1879年）の琉球処分断行に尽力した。同年、東京府知事に就任。遠い琉球と日本本土とを往復する処分官としての激務に心身の健康を害していたのか、明治15年（1882年）に満43歳で死去した。戒名は順天院殿三十一海居士。墓所は青山霊園に築かれ、巨大な墓碑が建てられた。

## 人物
京都府大参事時代の教師として、京都府顧問山本覚馬の記載がある。山本は家では講座を開いて政治や経済に関する講義をされた。これに習った知名の士を挙げると、官員では、槙村正直・松田道之・藤村紫朗らである。松田も藤村も槇村の下の官員で、のち、松田は滋賀県知事・東京府知事、藤村も大阪府知事に栄転した。なかでも松田はもっとも山本と親交があった。
滋賀県令時代より地方制度改革を構想しており、内務大丞時代には地方三新法の制定の中心となった。

## 主な著書
- 「琉球処分」1879